# خیرآباد (تایباد)
خیرآباد (تایباد)، روستایی از توابع بخش میان‌ولایت شهرستان تایباد در استان خراسان رضوی ایران است.

## پیشینه
در ابتدا در این مکان فقط یک چاه عمیق و چند خانه گلی قرار داشت که چوپانان و کشاورزان از آن استفاده می‌کردند. به مرور زمان به علت وجود چاه عمیق وزمین‌های حاصلخیز مردم به این روستا مهاجرت کردند. حاج عبدالغفور نام این روستا را «خیرآباد» نامید چون این سرزمین را سرزمین خیر و برکت می‌دانست.

## جمعیت
این روستا در دشت پل بند تایباد قرار دارد و براساس سرشماری مرکز آمار ایران در سال ۱۳۹۲، جمعیت آن ۴۵۰۰ نفر (۱۱۰۰خانوار) بوده‌است.
حوزه علمیه انوارالعلوم نیز با ۸۰۰ طلبه علوم دینی در دو بخش خواهران و برادران در این روستا قرار دارد.
مسجد جامع بزرگ روستا و همچنین حوزه علمیه انوارالعلوم از مکان‌های مشهور این روستا هستند که توسط حاج عبدالحکیم و حاج عبدالغفور رجبعلی زاده بنیان‌گذاری شده‌اند.

## مردم
مردم این روستا بیشتر از مهاجران روستاهای ریزه، پشته و پلبند هستند. بعد از تاسبس این روستا به علت داشتن چاه عمیق و زمین‌های حاصلخیز مردم زییادی به این روستا مهاجرت کردند و این روستا هنوز هم جزو روستاهای مهاجرپذیر و در حال رشد است.
عمده فعالیت مردم این روستا کشاورزی است وعمده محصولات کشاورزی این روستا خربزه، هندوانه، زعفران و گندم است. کشاورزی در این روستا از رونق خاصی بر خوردار است به طوری که محصولات کشاورزی این روستا از جمله خربزه و زعفران به سراسر کشور صادر می‌گردد.